# Горихвістка синьолоба
Горихвістка синьолоба (Phoenicurus frontalis) — вид горобцеподібних птахів родини мухоловкових (Muscicapidae). Мешкає в Гімалаях і горах Центрального Китаю.

## Опис

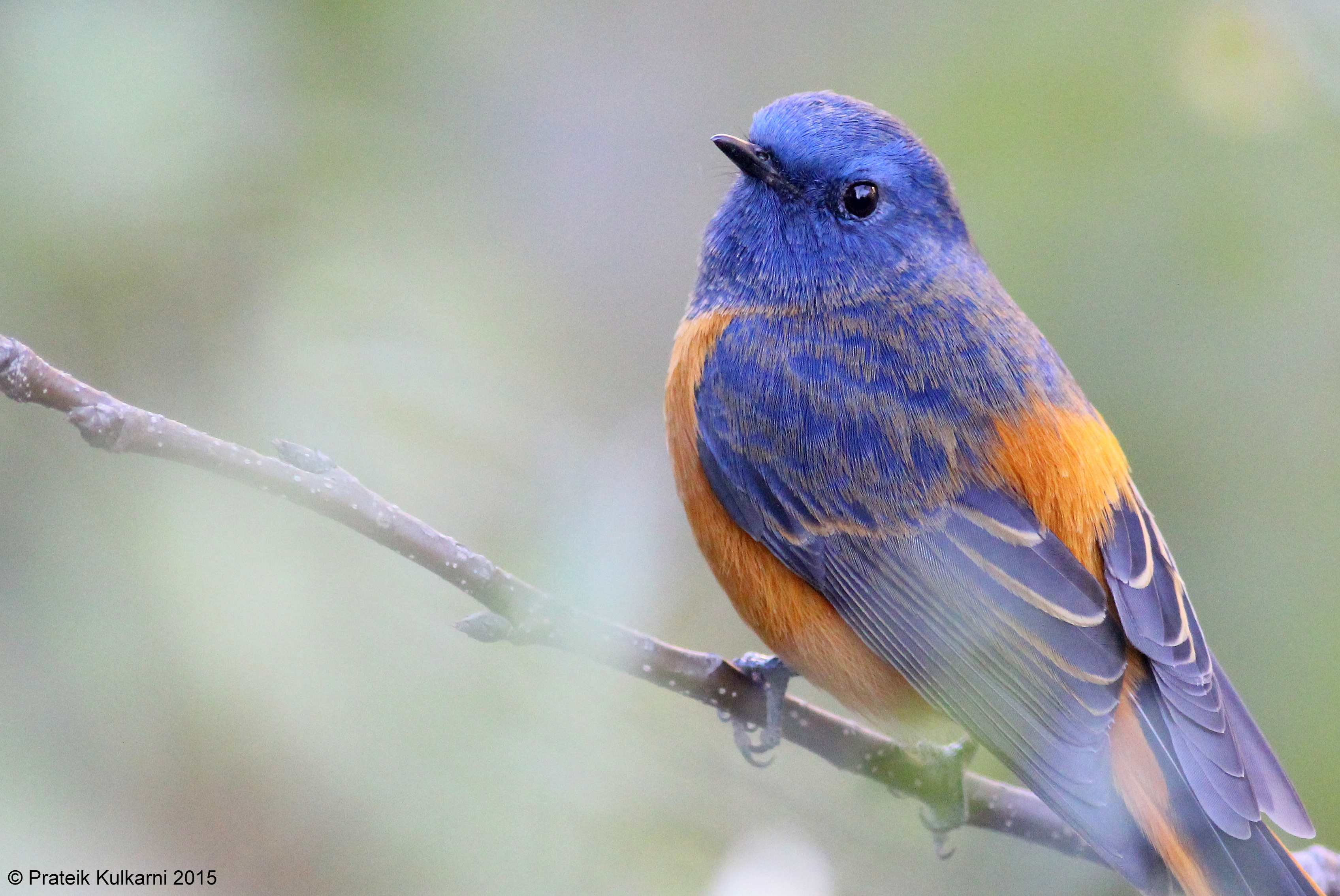
Самець синьолобої горихвістки

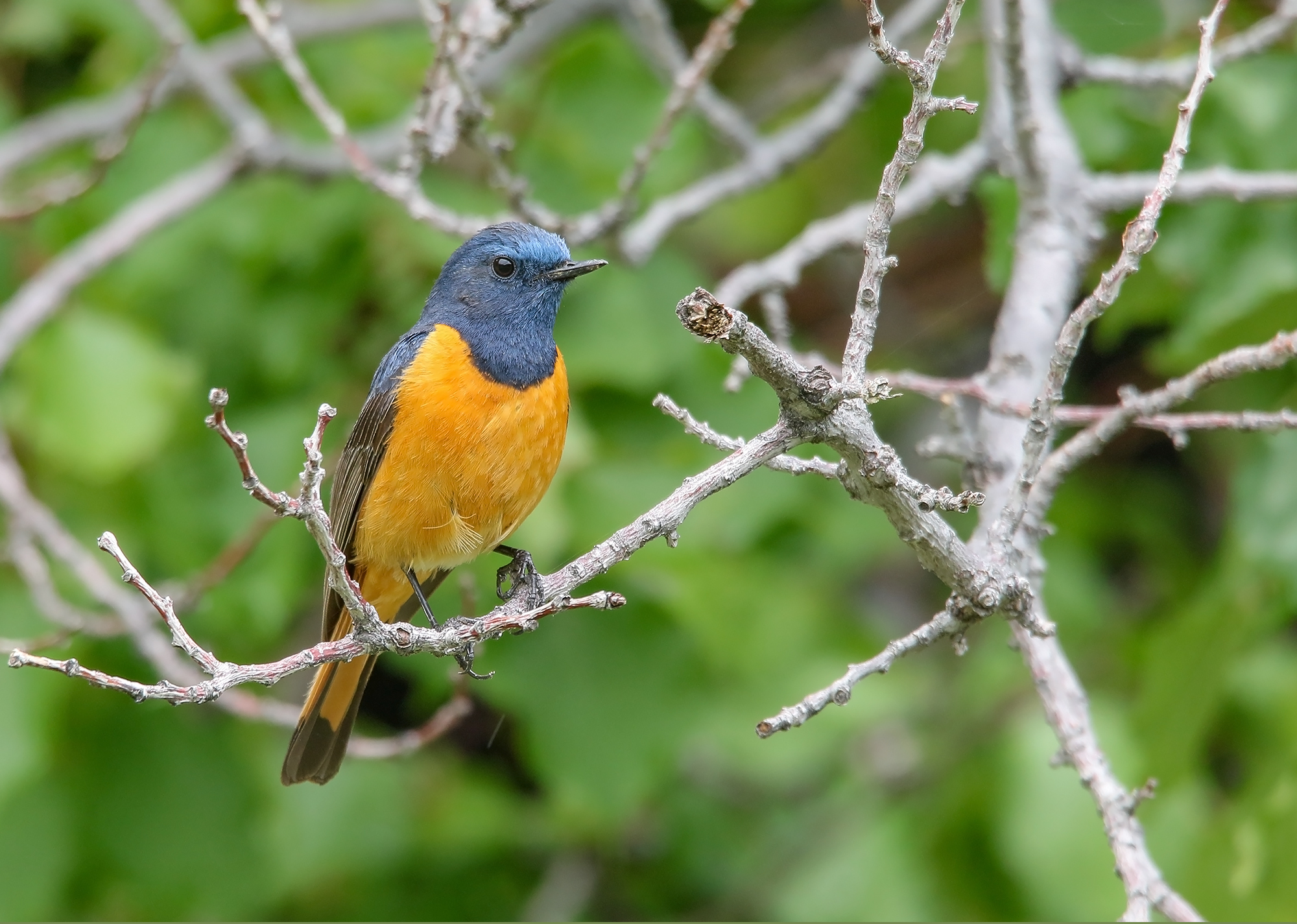
Самець синьолобої горихвістки

Довжина птаха становить 15-16 см. У самців голова і верхня частина тіла сині, пера на крилах мають іржасто-коричневі края. Нижня частина тіла і надхвістя оранжеві, хвіст чорний, з боків рудий. Самиці мають переважно буре забарвлення, нижня частина тіла у них має рудуватий відтінок.

## Поширення і екологія
Синьолобі горихвістки мешкають в Гімалаях від північно-східного Афганістану до центрального і південного Китаю (від східного Цинхая і північного заходу Ганьсу на південь до південного і східного Тибету, Сичуаня, північного Юньнаня і Гуйчжоу) і північної М'янми. Вони зимують на південних схилах Гімалаїв та на півночі Індокитаю. Синьолобі горихвістки гніздяться у високогірних чагарникових заростях, зимують в рідколіссях і садах. Живляться переважно комахами, взимку також насінням і ягодами. Сезон розмноження в Гімалях триває з середини травня по серпень, в Китаї з травня по липень. Гніздо чашоподібне, розміщується серед каміння на землі, в густій рослинності або в дуплі, на висоті до 7 м над землею. В кладці від 3 до 4 блідо-сірувато-рожевих або світло-охристих яєць.